# Mark Porcij Kato mlajši
Mark Porcij Katon Mlajši, poznan tudi kot Katon Mlajši, rimski državnik, * 95 pr. n. št., † 46 pr. n. št. Bil je rimski državnik v poznem obdobju Rimske republike in privrženec stoicizma.. Znan je bil po svoji vztrajnosti in trmoglavosti, kar se je kazalo v njegovem dolgotrajnem konfliktu z Julijem Cezarjem, prav tako pa tudi po svoji moralni integriteti in nezadovoljstvu nad tedanjo korupcijo.

### Zgodnje življenje
Katon je bil rojen leta 95 pr. n. št. kot sin Marka Porcija Katona in njegove žene Livije. Njegova starša sta umrla, ko je bil mlad, zato je zanj skrbel stric po materini strani Mark Livij Druz, plebejski tribun. Leta 91 pr. n. št. je bil njegov stric umorjen, kar je bil povod za marsijsko vojno (91 - 88 pr. n. št.). Po smrti strica je zanj skrbel njegov učitelj Sarpedon. Trma Katona Mlajšega se je začela razvijati že v mladih letih. Njegov učitelj Sarpedon ga je opisal kot ubogljivega, a skeptičnega otroka, ki ga je bilo težko prepričati v karkoli, bil pa je trdno zaverovan v svoje moralne vrednote. Zaradi tega je med vrstniki užival spoštovanje. O tem pripovedujejo mnoge anekdote. Ni se bal nasprotovati celo Suli, rimskemu diktatorju. Svojega učitelja je nekoč vprašal, zakaj ga ni še nihče ubil in ta mu je odgovoril, da zato, ker se ga bolj bojijo, kot ga sovražijo. Katon je odgovoril: "Dajte mi meč in državo bom osvobodil izpod suženjstva." Sarpedon ga od takrat ni spustil samega v Rim.

### Politični razvoj
Ko je prejel stričevo dediščino, se je preselil iz njegove hiše in začel seznanjati s filozofijo in politiko stoikov. Po vzoru njegovega pradedka Marka Procija Katona Starejšega je začel živeti na zelo skromen način, takega ki ga je zagovarjal rimski stoicizem. Rimski stoiki so svarili pred razbrzdanostjo in uživaštvom Rima, ki je napovedovalo njegov propad in prihod nove dobe. Izpostavljal se je telesno napornim vajam in se privajal na mraz in dež z bornimi oblekami, jedel je le najnujnejše in pil najcenejše vino. Kljub dediščini, ki bi mu dovoljevala lagodno življenje, je to počel iz filozofskih razlogov. Dolgo ni živel javnega življenja in niso ga videvali v javnosti, vendar ko se je pojavil na forumu, so bili njegovi govori zelo občudovani. Najprej se je zaročil s pripadnico patricijev Amilijo Lepido, vendar jo je zaročil Metel Scipion. Katon se je bil pripravljen bojevati za njeno roko, vendar so ga prijatelji pomirili. Kasneje se je poročil z Atilijo, s katero je imel sina in hčerko, ki je pozneje postala druga žena Marka Junija Bruta. Pozneje sta se ločila. Leta 72. pr. n. št. se je prostovoljno vključil v vojno proti Spartaku, verjetno, da bi podprl svojega brata, ki je služil kot vojaški tribun. Leta 67 pr. n. št. je bil poslan v Makedonijo, kjer je vodil legijo. Bil je strog in zahteval disciplino, vendar so ga legionarji oboževali. Medtem je slišal novico, da njegov brat umira in takoj je odšel na pot do njega, vendar je vmes že umrl. Prevzela ga je žalost in edinkrat v življenju je zapravil veliko denarja - organiziral je potratne in razkošne pogrebe v njegovo čast, kot si je želel pokojni. Ko je opravil vojaško službo, se je odpravil na pot skozi rimske province na Bližnjem vzhodu.

### Optimati
Leta 65 pr. n. št. se je vrnil v Rim in bil izvoljen za kvestorja. Kot pri drugih stvareh v njegovem življenju, se je izredno posvetil svojemu delu. Najprej je preganjal nekdanje kvestorje, ki so bili nepošteni in si ilegalno prisvajali državna sredstva. Preganjal je tudi ovaduhe, ki so delali za Sulo. Na koncu leta je odstopil iz svojega položaja, vendar ni prenehal z opazovanjem nepravilnosti v rimski politiki. Kot senator je bil tankovesten in zagnan. Niti enkrat ni zamudil srečanja senata in kritiziral je tiste, ki so ga. Povezal se je z optimati, konzervativno strujo senata, med katerimi je bilo veliko Sulinih prijateljev, katere je že od nekdaj sovražil. Kljub temu se je zavzemal za vrnitev optimatov k republikanskim koreninam. 63 pr. n. št. je bil izvoljen za tribuna plebejcev in pomočnika Marka Tulija Cicera v boju proti drugi Katilinovi zaroti. Lucij Sergej Katilina, patricij, je vodil upor proti državi, ki pa je bil zadušen in zarotniki so bili aretirani. Cicero je predlagal smrtno kazen brez sojenja, Gaj Julij Cezar pa je bil mnenja, da bi jih morali razporediti po italijanskih mestih. Katon je podprl Cicera, saj naj bi bila le smrtna kazen dovolj močen razlog, da bi odvrnili zarotnike od takšne veleizdaje. S tem argumentom je prepričal senat, da glasuje za usmrtitev. Začele so se kazati razlike med Katonom in Cezarjem. Katon ga je obtožil, da je bil udeležen v zaroti, medtem ko je on bral pisma. Ponudil mu jih je, naj jih prebere, vendar so bila le ljubezenska pisma od Servilije, Katonove polsestre.

### Prvi triumvirat
Po Katilinovi zaroti se je Katon popolnoma posvetil nasprotovanju Cezarju in njegovima zaveznikoma v triumviratu - Pompeju in Marku Liciniju Krasu. Leta 61 pr. n. št. se je Pompej vrnil iz azijske kampanje, da bi proslavil triumf in drugič postal konzul. Da bi to dosegel, je zaprosil senat, da bi preložili volitve za konzula do njegovega triumfa. Sprva mu je senat želel ugoditi, saj je bil zelo popularen, vendar je Katon temu nasprotoval in ga prisilil, da se odloči med položajem konzula ali triumfom. Odločil se je za slednjo izbiro in njegov tretji triumf je bil eden izmed največjih v Rimu. Ko je tudi Cezar želel podobno, je Katon uporabil taktiko filibuster - govoril je neprenehoma do noči, da bi preprečil senatu glasovanje, ali mu bodo dovolili biti konzul in absentia. On pa se je odpovedal triumfu in se udeležil volitev leta 59 pr. n. št., ki jih je tudi zmagal. Nato je nasprotoval Cezarjevim agrarnim reformam, ki so zagotavljale obdelovalno zemljo za Pompejeve veterane. Ta je odgovoril z liktorji, ki so ga odvlekli z rostre, medtem ko je imel govor. Mnogi senatorji so temu nasilnemu dejanju odločno nasprotovali, eden izmed njih je rekel, da bi bil raje v zaporu s Katonom kot v senatu z Cezarjem. Katon ni popustil v njegovemu nasprotovanju triumvirom in neuspešno je poskusil nasprotovati 5-letnemu mandatu Cezarja kot guvernerju Ilirije in Cisalpinske Galije.

### Ciper
Publij Klodij Pulher, ki je tesno sodeloval s triumviratom, je želel izgnati Cicera, pri čemer ga je oviral Katon. S podporo triumvirov ga je poslal na Ciper, da bi ga priključil Rimu, vendar je Katon videl, da gre le za poskus, da bi se ga znebili. Sprva je zavrnil zadolžitev, vendar je bil na koncu prisiljen v to. Katon je imel tam dve nalogi. Prva je bila izvajati njegove ideale zunanje politike, ki so temeljili na pokončnosti guvernerjev teritorijev, ki jih je kontroliral Rim. Druga pa je bila implementacija njegovih reform kvestorjev. Imel je priložnost, da bi odrl ozemlje in si prisvojil zlato in srebro, ki ga je imela provinca na pretek, vendar je v skladu s stoično filozofijo deloval moralno in je vseh 7 tisoč talentov srebra prenesel v državno blagajno. Rimski senat je prepoznal njegovo delo na Cipru in mu ponudil mnogo privilegijev, kot so sprejem v mestu in status pretorja, vendar jih je označil za nezakonite časti in jih zavrnil.

### Državljanska vojna
Triumvirat Cezarja, Pompeja in Krasa je razpadel leta 54 pr. n. št. v istem času kot Katonova izvolitev kot pretor. Bil je tudi glavni govorec za optimate. Leta 52 pr. n. št. je neuspešno sodeloval na volitvah za konzula. 49 pr. n. št. je senat pozval, naj Cezarja odreši statusa prokonzula, saj naj bi potekel in naj v Rim pride nazaj kot civilist, kar bi pomenilo, da ne bi imel več imunitete pred zakonom. S tiho podporo Pompeja, ki se je bal vzpona politične moči Cezarja, mu je tako uspelo sprejeti sklep v senatu. Cezar ni odnehal in se je pogajal do te mere, da je celo ponudil v zameno za legalno imuniteto vse svoje legije in province razen ene, kar je zadovoljilo Pompeja, ne pa tudi Katona. Cezar je bil prisiljen izbrati med sojenjem v Rimu ali pa prostovoljnim izgnanstvom. Nič od tega mu ni bilo všeč, zato je z 13. legijo prestopil Rubikon in prevzel oblast, to je pa pomenilo tudi začetek državljanske vojne. Pompej je zapustil Rim in zbral vojsko v Grčiji, kjer mu je pomagal tudi Katon. V bitki pri Draču, kjer je Cezarjeva vojska doživela poraz, je vodil pristanišče. Po porazu Pompejeve vojske v bitki pri Farzalu, ki je bila odločilna bitka v rimski državljanski vojni (Katon ni sodeloval v njej, ostal je na Draču) se Katon ni predal in je skupaj z Metelom Scipijem pobegnil v Afriko v rimsko kolonijo Utiko, kjer se je nadaljeval odpor. Po imenovanju Kleopatre VII. za faraonko Egipta se je Cezar posvetil boju proti Metelu Scipiju in februarja 46 pr. n. št. so Cezarjeve legije premagale njegovo vojsko v bitki pri Tapsu. Cezar ni imel milosti in je dal vse nasprotnikove čete pobiti.

### Smrt
V Utiki Katon ni sodeloval v bojih. Ni želel živeti v svetu, ki mu vlada Cezar in ni želel tudi, da ga pomilosti, zato je aprila 46 pr. n. št. storil samomor. Zabodel se je s svojim mečem, vendar je zaradi poškodovane roke bil pri tem neuspešen in umiral je dolgo, v bolečinah. Plutarh, starogrški zgodovinar in biograf, je zapisal, da je Cezar ob novici o Katonovi smrti izjavil: "Katon, zamerim ti tvojo smrt, tako kot bi mi ti zameril ohranitev tvojega življenja." Rimljani so ga po smrti nazivali kot "Katon Utikanski". Takšen naziv (cognomen) oziroma tretje ime je bil značilen za generale, ki so osvojili triumf in Rimu prisvojili veliko ozemlja (npr. Scipio Afriški). Takšne nazive je senat podeljeval le za največje zmage. Verjetno so s tem nazivom poveličevali njegov samomor v Utiki kot veliko zmago nad tiranijo Cezarja.

### Po Katonu
Rimljani: Katon, ki se je zavzemal za tradicionalne rimljanske vrednote, je ostal v lepem spominu, predvsem med optimati. Spominjali so se ga kot privrženca stoicizma in kot enega najmočnejših braniteljev Republike. Posebej je bila spoštovana njegova visoka morala in nepodkupljivost, zaradi česa je dobil mnogo sledilcev, kot so Mark Favonij. Pesnik Virgil ga je označil kot heroja v svojem delu Eneida. Tudi poznejši cesar Avgust ga je spoštoval, čeprav ga zaradi političnih razlogov seveda ni javno podpiral. Poznejše generacije so ga lahko podpirale bolj odprto, saj je bilo manj strahu pred preganjanjem njegovih privržencev. 
Srednji vek: V Dantejevi Božanski komediji je Katon prikazan kot varuh purgatorija. Je eden izmed dveh poganov, katerih duši sta odrešeni (drugi pogan je Stacij) in bosta prejeli posebno kompenzacijo na sodni dan. 
Razsvetljenstvo: Katon je bil kovan v zvezde med republikanskimi revolucijami med razsvetljenstvom. George Washington je mnogokrat citiral igro Katon dramatika Josepha Addisona. Tema smrti Katona je bila popularna tudi v revolucionarni Franciji. Njegovo skulpturo, nastalo konec 18. stoletja, najdemo v muzeju Louvre.

## Dela
Sam ni nič napisal, o njem največ izvemo od Plutarha, Kasija Dia in Diogena Laertskega